# Dolomitas de Fiemme
As Dolomitas de Fiemme (em alemão:  Fleimstaler Alpen, e em italiano:  Dolomiti di Fiemme) cujo nome lhe vem do  Val di Fiemme, é um maciço montanhoso que se encontra na região de Trentino-Alto Adige da província de Verona na  Itália. O ponto mais alto é o Cima d'Asta com 2.847 m.

## Localização
As Dolomitas de Fiemme têm a Sudeste os Pré-Alpes de Belluno e a Sul os Pré-Alpes de Vicenza ambos dos Pré-Alpes Vénetos, assim como a Oeste os Alpes do Vale de Non dos Alpes Réticos meridionais. Da mesma secção alpina têm a Norte as Dolomitas de Gardena e de Fassa, e a Leste as Dolomitas de Feltre e de Pale de São Martinho.

## SOIUSA
A Subdivisão Orográfica Internacional Unificada do Sistema Alpino (SOIUSA) dividiu os Alpes em duas grandes Partes: Alpes Ocidentais e Alpes Orientais, separados pela linha formada pelo  Rio Reno - Passo de Spluga - Lago de Como - Lago de Lecco.
A secção das Cordilheira das Dolomitas é formada pelos Dolomitas de Sesto, de Braies e de Ampezzo, Dolomitas de Zoldo, Dolomitas de Gardena e de Fassa, Dolomitas de Feltre e de Pale de São Martinho, e Dolomitas de Fiemme.

### Classificação  SOIUSA
Segundo a SOIUSA este acidente geográfico é uma Sub-secção alpina com as seguintes características:
- Parte = Alpes Orientais
- Grande sector alpino = Alpes Orientais-Sul
- Secção alpina = Cordilheira das Dolomitas
- Sub-secção alpina =  Dolomitas de Fiemme
- Código = II/C-31.V

## Imagens

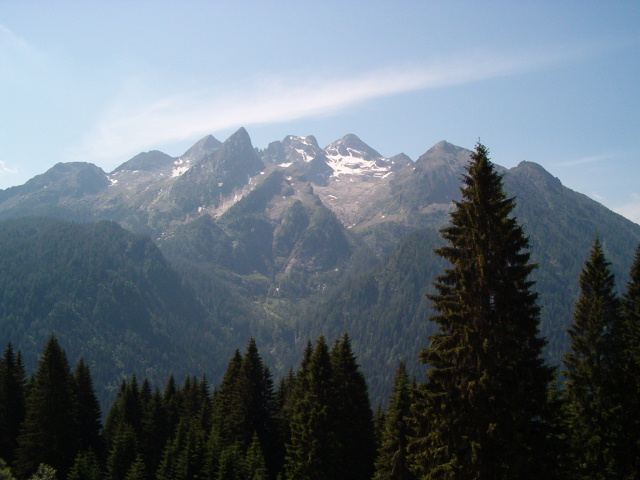
O Cima d'Asta